# Power Players
Power Players é uma série de televisão CGI baseada em uma ideia original e criada por Jeremy Zag e desenvolvida pela Man of Action para o Cartoon Network que estreou em 21 de setembro de 2019. Por volta de março de 2020, Power Players começou a exibir reprises no Boomerang. No Brasil, estreou a 13 de abril de 2020 no Gloob. Em Portugal, estreou a 15 de junho de 2020 no Cartoon Network e a 1 de abril de 2021 no RTP2 no espaço Zig Zag.

## Premissa
Há uma nova equipe de heróis secretos na cidade e eles são os menos prováveis de campeões – brinquedos! Trazidos à vida por uma criança esperançosa, esses pequenos solucionadores de problemas trazem toda a diversão da Missão Impossível enquanto seguem os planos de missão de seu criador. Agora, um garotinho e seus brinquedos podem mudar o mundo – e para seus amigos.

## Desenvolvimento e produção
O programa foi originalmente iluminado em 2016 sob o título Power Toys antes de ser renomeado para Power Players na versão final da série.
Em 11 de fevereiro de 2019, a série foi oficialmente escolhida pela estrear no Cartoon Network, tornando-a a primeira produção do Zagtoon a ser produzida para este canal, e a Playmates se tornou a principal licenciada de brinquedos da série. Power Players estreou no Cartoon Network (Reino Unido) em 3 de fevereiro de 2020.